# Euroliga v basketbalu žen 2022/2023
Euroliga v basketbalu žen 2022/2023 byl 27. ročníkem Euroligy v basketbalu žen. Účastnilo se ho 16 týmů z 9 zemí. Obhájcem titulu z minulé sezóny byl maďarský tým Sopron Basket. Vítězem se stal turecký tým Fenerbahçe Istanbul. Tento tým vyhrál poprvé v historii soutěže, čtyřikrát se umístil na druhém místě.   
Závěřečná část Final Four se konala ve dnech 14. až 16. dubna 2023 v Praze. Bylo to podruhé, co se finále konalo v Praze, poprvé to bylo v sezóně 2014/15.  

## Týmy

### Skupina A
| Pozice | Tým                      | Zápasů | Výhry | Prohry | Vstřelené koše | Obdržené koše | Rozdíl |
| ------ | ------------------------ | ------ | ----- | ------ | -------------- | ------------- | ------ |
| 1.     | Fenerbahçe Istanbul      | 14     | 12    | 2      | 1209           | 1003          | +206   |
| 2.     | ZVVZ USK Praha           | 14     | 10    | 4      | 1119           | 935           | +184   |
| 3.     | Valencia Basket          | 14     | 9     | 5      | 998            | 972           | +26    |
| 4.     | Tango Bourges Basket     | 14     | 8     | 6      | 996            | 969           | +27    |
| 5.     | BC Polkowice             | 14     | 8     | 6      | 1030           | 1039          | −9     |
| 6.     | Virtus Segafredo Bologna | 14     | 5     | 9      | 1031           | 1036          | −5     |
| 7.     | KSC Szekszárd            | 14     | 3     | 11     | 947            | 1170          | −223   |
| 8.     | Olympiacos               | 14     | 1     | 13     | 915            | 1121          | −206   |

### Skupina B
| Pozice | Tým                        | Zápasů | Výhry | Prohry | Vstřelené koše | Obdržené koše | Rozdíl |
| ------ | -------------------------- | ------ | ----- | ------ | -------------- | ------------- | ------ |
| 1.     | Çukurova Basketbol         | 14     | 10    | 4      | 986            | 941           | +45    |
| 2.     | Beretta Famila Schio       | 14     | 10    | 4      | 1025           | 963           | +62    |
| 3.     | Perfumerías Avenida        | 14     | 9     | 5      | 1012           | 919           | +93    |
| 4.     | Sopron Basket              | 14     | 8     | 6      | 924            | 888           | +36    |
| 5.     | Spar Girona                | 14     | 7     | 7      | 924            | 879           | +45    |
| 6.     | Aluinvent DVTK Miskolc     | 14     | 6     | 8      | 962            | 1022          | −60    |
| 7.     | Basket Landes              | 14     | 4     | 10     | 870            | 973           | −103   |
| 8.     | Kangoeroes Basket Mechelen | 14     | 2     | 12     | 956            | 1074          | −118   |

## Zápasy

### Čtvrtfinále

#### 1. kolo
| 14. března 2023 19:00 (GMT+3) | Report | Fenerbahçe Istanbul                            | 82 – 62 | Sopron Basket |  | Metro Enerji Sports Hall, Istanbul, Turecko |
| 14. března 2023 19:00 (GMT+3) | Report | Skóre po čtvrtinách: 22:19, 18:16, 22:23, 20:4 |         |               |  | Metro Enerji Sports Hall, Istanbul, Turecko |

| 14. března 2023 19:30 (GMT+3) | Report | Çukurova Basketbol                              | 84 – 56 | Tango Bourges Basket |  | Servet Tazegul Spor Salonu, Mersin, Turecko |
| 14. března 2023 19:30 (GMT+3) | Report | Skóre po čtvrtinách: 15:15, 27:19, 16:12, 26:10 |         |                      |  | Servet Tazegul Spor Salonu, Mersin, Turecko |

| 14. března 2023 19:00 (GMT+1) | Report | ZVVZ USK Praha                                 | 77 – 56 | Perfumerías Avenida |  | Sportovní hala Královka, Praha |
| 14. března 2023 19:00 (GMT+1) | Report | Skóre po čtvrtinách: 25:19, 20:9, 20:17, 12:11 |         |                     |  | Sportovní hala Královka, Praha |

| 14. března 2023 20:00 (GMT+1) | Report | Beretta Famila Schio                           | 75 – 63 | Valencia Basket |  | Palazzetto Livio Romare, Schio, Itálie |
| 14. března 2023 20:00 (GMT+1) | Report | Skóre po čtvrtinách: 20:13, 20:20, 15:23, 20:7 |         |                 |  | Palazzetto Livio Romare, Schio, Itálie |

#### 2. kolo
| 17. března 2023 18:00 (GMT+1) | Report | Sopron Basket                                   | 62 – 82 | Fenerbahçe Istanbul |  | Novomatic Arèna, Šoproň, Maďarsko |
| 17. března 2023 18:00 (GMT+1) | Report | Skóre po čtvrtinách: 19:32, 19:17, 10:16, 14:17 |         |                     |  | Novomatic Arèna, Šoproň, Maďarsko |

| 17. března 2023 19:00 (GMT+1) | Report | Valencia Basket                                 | 80 – 75 | Beretta Famila Schio |  | Pabellon Municipal Fuente de San Luis, Valencia, Španělsko |
| 17. března 2023 19:00 (GMT+1) | Report | Skóre po čtvrtinách: 18:19, 28:23, 20:17, 14:16 |         |                      |  | Pabellon Municipal Fuente de San Luis, Valencia, Španělsko |

| 17. března 2023 20:00 (GMT+1) | Report | Tango Bourges Basket                            | 76 – 75 | Çukurova Basketbol |  | Palais des Sports du Prado, Bourges, Francie |
| 17. března 2023 20:00 (GMT+1) | Report | Skóre po čtvrtinách: 25:17, 14:12, 22:19, 15:27 |         |                    |  | Palais des Sports du Prado, Bourges, Francie |

| 17. března 2023 20:30 (GMT+1) | Report | Perfumerías Avenida                            | 73 – 71 | ZVVZ USK Praha |  | Pabellón Municipal Wurzburg, Salamanca, Španělsko |
| 17. března 2023 20:30 (GMT+1) | Report | Skóre po čtvrtinách: 14:15, 17:10, 22:19, 11:9 |         |                |  | Pabellón Municipal Wurzburg, Salamanca, Španělsko |

#### 3. kolo
| 22. března 2023 19:00 (GMT+3) | Report | Çukurova Basketbol                              | 91 – 63 | Tango Bourges Basket |  | Servet Tazegul Spor Salonu, Mersin, Turecko |
| 22. března 2023 19:00 (GMT+3) | Report | Skóre po čtvrtinách: 19:18, 27:15, 23:13, 22:17 |         |                      |  | Servet Tazegul Spor Salonu, Mersin, Turecko |

| 22. března 2023 19:00 (GMT+1) | Report | ZVVZ USK Praha                                  | 74 – 66 | Perfumerías Avenida |  | Sportovní hala Královka, Praha |
| 22. března 2023 19:00 (GMT+1) | Report | Skóre po čtvrtinách: 23:19, 19:16, 12:14, 20:17 |         |                     |  | Sportovní hala Královka, Praha |

| 22. března 2023 20:00 (GMT+1) | Report | Beretta Famila Schio                          | 62 – 53 | Valencia Basket |  | Palazzetto Livio Romare, Schio, Itálie |
| 22. března 2023 20:00 (GMT+1) | Report | Skóre po čtvrtinách: 21:20, 18:11, 9:14, 14:8 |         |                 |  | Palazzetto Livio Romare, Schio, Itálie |

### Semifinále
| 14. dubna 2023 15:00 (GMT+2) | Report | Fenerbahçe Istanbul                             | 77 – 70 | Beretta Famila Schio |  | Sportovní hala Královka, Praha |
| 14. dubna 2023 15:00 (GMT+2) | Report | Skóre po čtvrtinách: 16:21, 20:19, 25:14, 16:16 |         |                      |  | Sportovní hala Královka, Praha |

| 14. dubna 2023 18:00 (GMT+2) | Report | ZVVZ USK Praha                                | 58 – 78 | Çukurova Basketbol |  | Sportovní hala Královka, Praha |
| 14. dubna 2023 18:00 (GMT+2) | Report | Skóre po čtvrtinách: 18:24, 22:20, 9:18, 9:16 |         |                    |  | Sportovní hala Královka, Praha |

### O 3. místo
| 16. dubna 2023 17:00 (GMT+2) | Report | Beretta Famila Schio                           | 59 – 56 | ZVVZ USK Praha |  | Sportovní hala Královka, Praha |
| 16. dubna 2023 17:00 (GMT+2) | Report | Skóre po čtvrtinách: 23:14, 16:14, 9:14, 11:14 |         |                |  | Sportovní hala Královka, Praha |

### Finále
| 16. dubna 2023 20:00 (GMT+2) | Report | Fenerbahçe Istanbul                            | 99 – 60 | Çukurova Basketbol |  | Sportovní hala Královka, Praha |
| 16. dubna 2023 20:00 (GMT+2) | Report | Skóre po čtvrtinách: 29:17, 28:7, 20:20, 22:16 |         |                    |  | Sportovní hala Královka, Praha |

## Nejlepší hráčky
Seznam nejlepších hráček pro jednotlivé kategorie. Pokud není uvedeno jinak, tak se jedná o průměr za zápas.
Body: Megan Gustafson ( Olympiacos) – 22,6
Body celkem: Megan Gustafson ( Olympiacos) – 361
Asistence: Erica Wheeler ( BC Polkowice) – 7,4
Bloky: Elizabeth Williams ( Çukurova Basketbol) – 2,4
Doskoky: Stephanie Mavunga ( BC Polkowice) – 12,5
Získané míče: Alyssa Thomas ( ZVVZ USK Praha) – 2,2
Procentuální úspěšnosti střel
Trestné hody: DeWanna Bonner ( Çukurova Basketbol) – 91,5 %
Za 2 body: Emma Meesseman ( Fenerbahçe Istanbul) – 64,9 %
Za 3 body: Marie Gülich ( Valencia Basket) – 51,5 %